# سووولیانو
سووولیانو (به بلغاری: Sovolyano) یک منطقهٔ مسکونی در بلغارستان است که در شهرستان کیوستندیل واقع شده‌است.